# Saint-Jory

Saint-Jory este o comună în departamentul Haute-Garonne din sudul Franței. În 2009 avea o populație de 5.014 de locuitori.

## Evoluția populației
| An        | 1975  | 1982  | 1990  | 1999  | 2006  | 2009  |
| --------- | ----- | ----- | ----- | ----- | ----- | ----- |
| Populație | 2.533 | 2.760 | 3.244 | 4.069 | 4.815 | 5.014 |

## Monumente

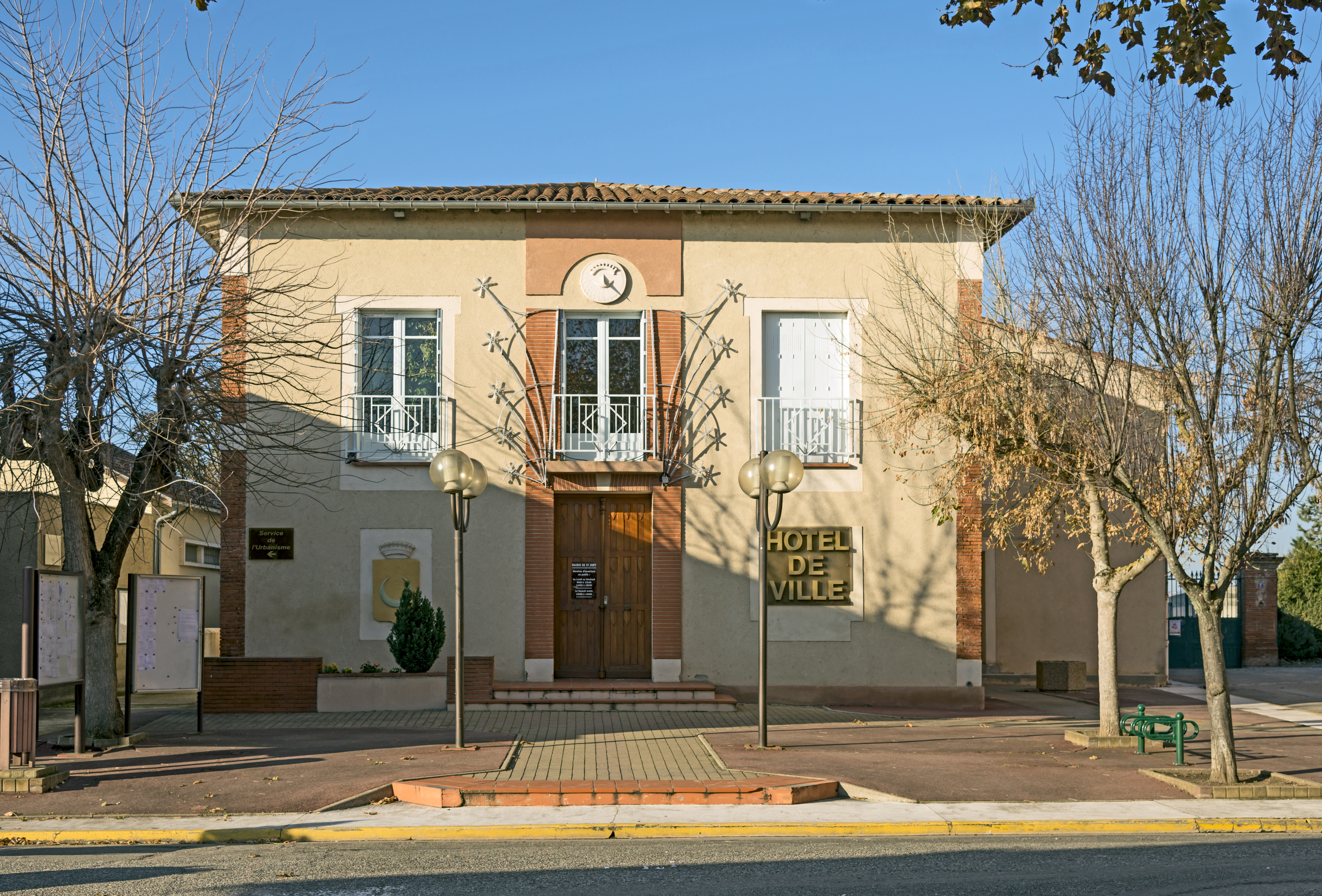
Primărie.
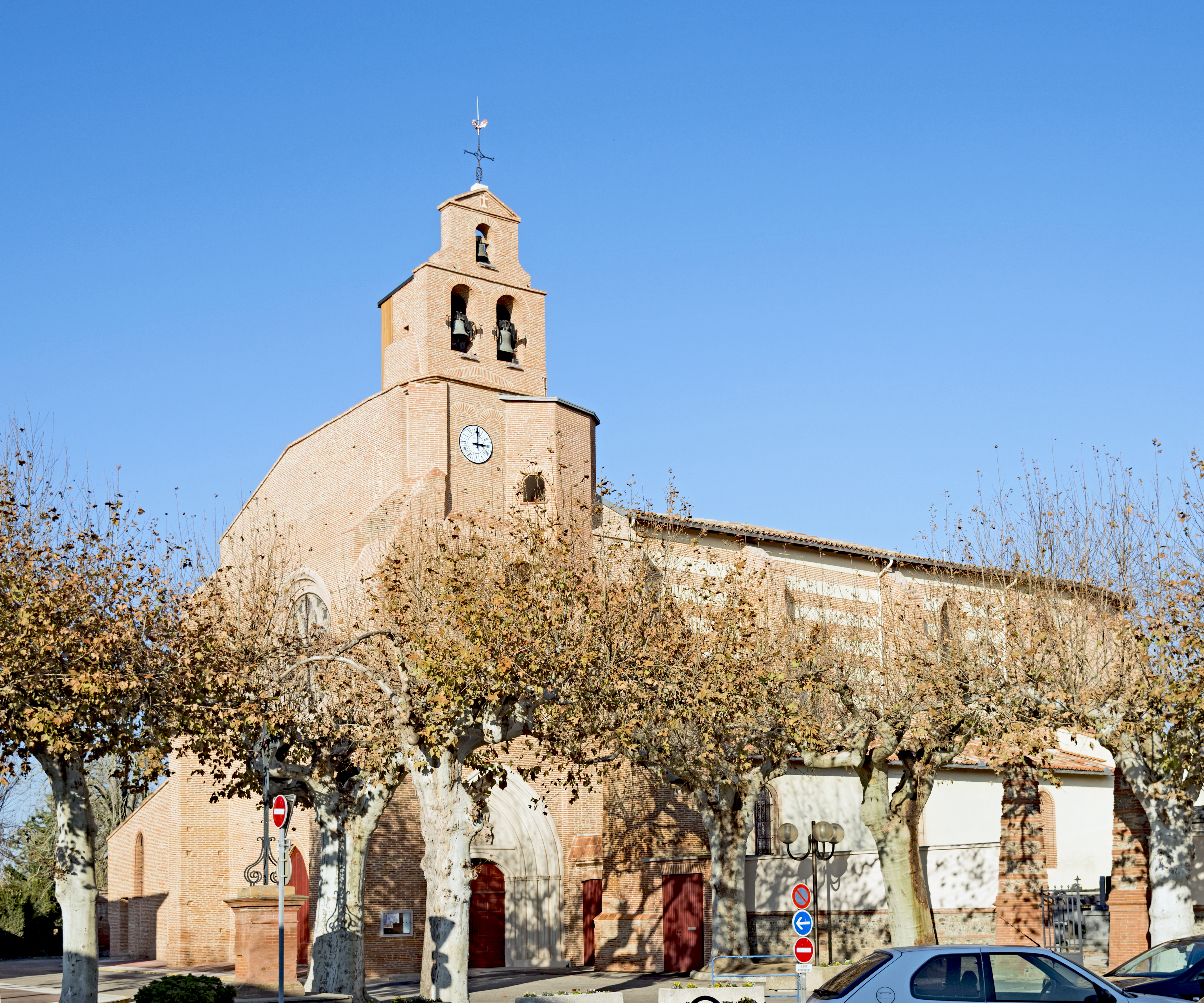
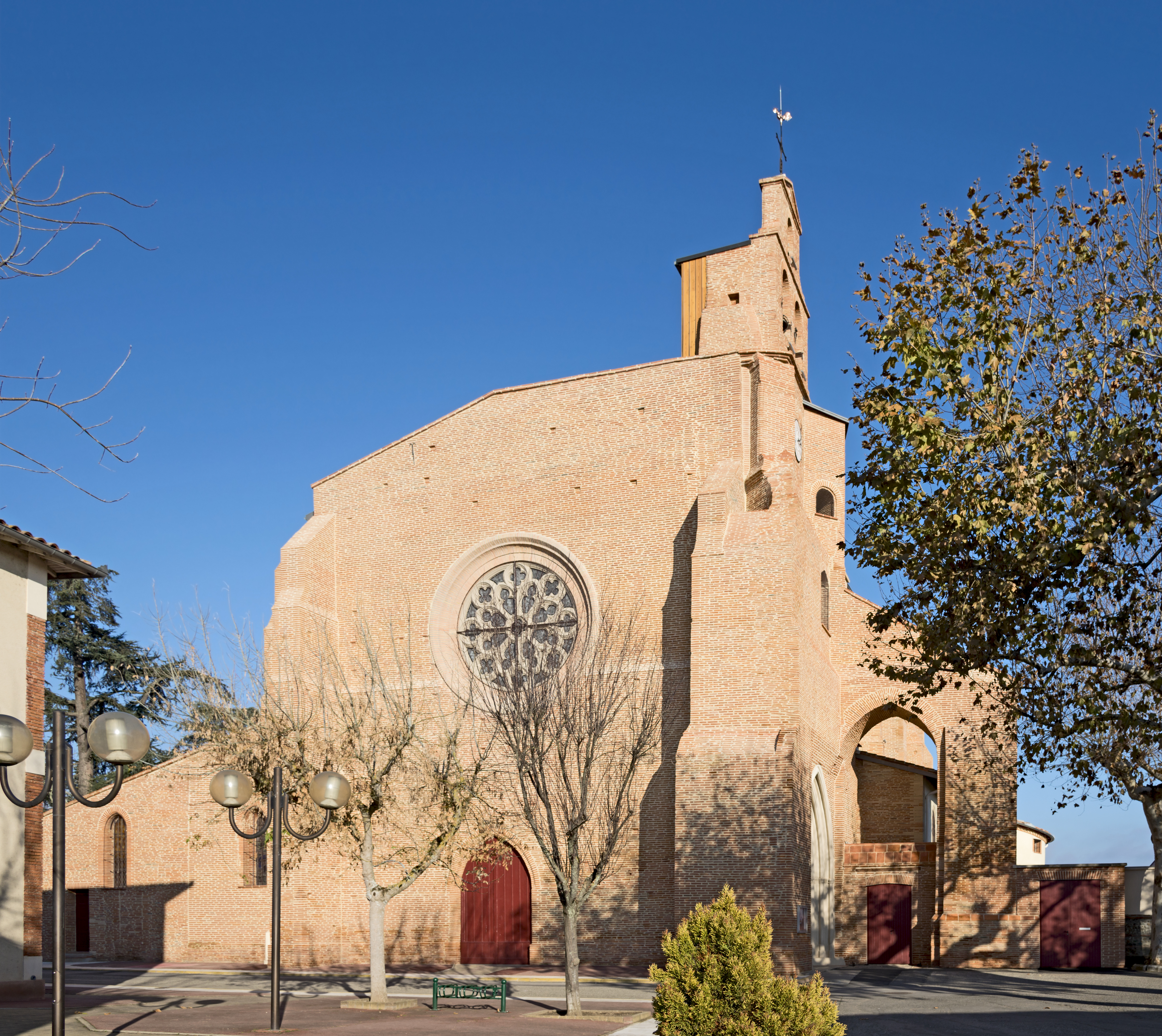
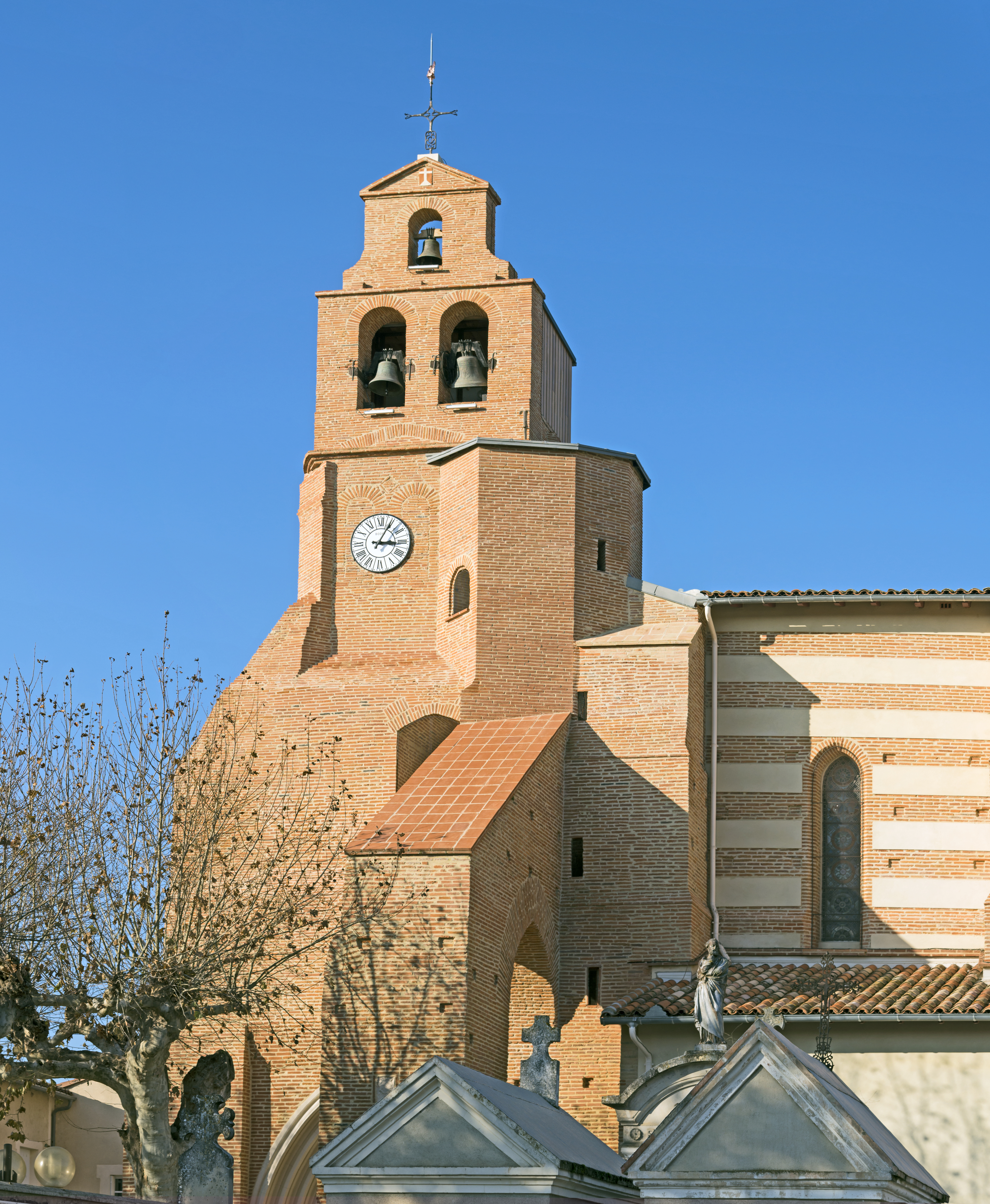